# Matea Arai
Matea Arai est un chasseur sous-marin de Polynésie française.

## Palmarès
- Champion du monde par équipes en 1965  (à Moorea, Polynésie française/France);
- Champion d'Océanie (Tournoi du Pacifique) individuel en 1965 (à Nouméa, Nouvelle-Calédonie/France);
- Champion d'Océanie (Tournoi du Pacifique) par équipes en 1965 (à Noumea);
- Champion de France par équipes en  1967 et 1968 (les places en équipe de France s'obtenant uniquement en métropole).